# Wiesław Bieńkowski
Wiesław Józef Bieńkowski (ur. 7 lipca 1926 w Krakowie, zm. 22 listopada 1999 tamże) – historyk, bibliograf, profesor bibliotekoznawstwa i informacji naukowej na Uniwersytecie Jagiellońskim, pracownik krakowskich ekspozytur Instytutu Historii PAN. 

## Życiorys
Jego ojciec był urzędnikiem skarbowym, matka tłumaczką i literatką.Uczył się w IX Gimnazjum i Liceum im. Józefa Hoene-Wrońskiego. Od 1939 kontynuował naukę w Publicznej Męskiej Szkole Handlowej. W 1946 zdał maturę. W 1951 ukończył studia historyczne na Uniwersytecie Jagiellońskim. Rok później zaliczył też studia z socjologii.
Tuż po studiach pracował przez krótki czas w Gdańsku: w bibliotekach i w Wyższej Szkole Pedagogicznej. Następnie w 1953 znalazł zatrudnienie w Instytucie Historii PAN w Krakowie i pozostawał z tą jednostką związany przez całą karierę naukową. W 1962 na Wydziale Filozoficzno-Historycznym UJ uzyskał stopień doktora. Habilitował się w 1970. Od 1975 był zatrudniony na UJ. Tytuł profesora nadzwyczajnego uzyskał w 1981. W 1992 uzyskał nominację na profesora zwyczajnego. Prowadził też seminaria doktoranckie i inne zajęcia zlecone w krakowskiej Wyższej Szkole Pedagogicznej. W 1996 przeszedł na emeryturę.
Był członkiem korespondentem jednego z wydziałów PAU i członkiem kilku komisji krakowskiego oddziału PAN, delegatem Walnego Zgromadzenia do Zarządu PAU 1996-1999 i członkiem Towarzystwa Miłośników Historii i Zabytków Krakowa (w l.1964-80 i od 1981 Prezes Wydziału). 
Jest m.in. autorem monografii poświęconych Mrongowiuszowi, Kazimierzowi Kelles-Krauzowi i Janowi Majowi. Napisał ponad 60 haseł dla Polskiego Słownika Biograficznego; tworzył też hasła biograficzne dla Österreichisches Biographisches Lexikon i Słownika biograficznego działaczy polskiego ruchu robotniczego. Na jego dorobek naukowy składa się ponad 550 różnego rodzaju publikacji. Należał do redakcji czasopism takich jak „Rocznik Krakowski” czy „Krakowski Rocznik Archiwalny”. Redagował też w latach 1968-1993 Bibliografię historii polskiej.
Pochowany na cmentarzu Rakowickim w Krakowie.

## Odznaczenia
- Złota odznaka „Za pracę społeczną dla m. Krakowa” (1968)[8]
- Odznaka „Za zasługi dla woj. radomskiego” (1984)[8]
- Krzyż Kawalerski Orderu Odrodzenia Polski (1993)[9]
- Medal Komisji Edukacji Narodowej (1997)[8]